# Mesochra rapiens
Mesochra rapiens is een eenoogkreeftjessoort uit de familie van de Canthocamptidae. De wetenschappelijke naam van de soort is voor het eerst geldig gepubliceerd in 1894 door Schmeil.